# Круйска грамота
Круйската грамота е привилегия, издадена през 1343 г. на албанския град Круя от българския цар Иван Стефан в качеството му на драчки войвода и наместник на Анжуйцуте в Албания, който обаче е подписал грамотата като Стефан, верен во Христа крал на българите. Оригиналът на грамотата е бил съставен на гръцки език, но е запазен единствено неин препис в превод на средновековен латински език, направен в Неапол на 19 април 1457 г. и съхраняващ се в архива на арагонския крал Алфонсо V (Алфонсо I Неаполитански) в Испания.

## История на грамотата
Круйската грамота е съставена през 1343 г., за да се потвърдят свободите и привилегиите, с които се ползват жителите на Круя от по-предишни времена. Инициативата за потвърждаването на привилегиите вероятни подемат круенският епископ, неговият уважаем клир и знатните люде на същия този град Круя. Може да се предполага, че повод за това е дало или евентуално посещение на Иван Стефан в града, при което са му били показани предишни грамоти, или постъпките според обичая са направени след встъпването му във влдетелски права.
При неизвестни обстоятелства и по неизвестно време оригиналната грамота или неин препис попадат в архива на Анжуйцуте в Неапол, който през 1422 г. преминава под властта на арагонските крале. През 1457 г. грамотата привлича интереса на крал Алфонсо V Арагонски (Алфонс I Неаполитански), по чиято заповед е направен нейният превод на латински език, който заедно с целия архив е отнесен в Испания още през същата година.
Оригиналът на Круйската грамота, който се смята за изгубен, е бил съставен на гръцки език, докато запазеният превод е на един средновековен, силно поиталианчен латински език.
Грамотата в нейния латински превод е публикувана за първи път от Лайош Талоци и Константин Иречек през 1899 г. в „Archiv für slawische Philologie“ XXI, но без да се прави неин актуален правод и без да се отдаде залсужено място за идентификация на нейния автор, за какъвто дълго се смята сръбският крал Стефан Душан. Едва през 1975 г. българският изследовател Иван Печев публикува в списание „Векове“ български превод на Круйската грамота и убедително доказва тезата, че документът е издаден от българския цар Иван Стефан в качестворо му на управител на анжуйските владения в Албания, какъвто най-вероятно е бил до 1350 г. – недостатъчно осветлен в историческите извори етап от изгнаническия живот на бившия български цар след прогонването му от България през 1331 г.

## Историческа стойност
Круйската грамота представлява ценен източник за топонимията на старата околност на Круя, за стопанската структура и облик на този край, за свободите и привилегиите, с които са се ползвали жителите му от по-стари времена. Според излиженото в грамотата тези привилегии и свободи водят началото си още от „запазения в добрия спомен“ император Мануил – т.нар. „великия Комнин“, потвърдени са и от владеещия тези места император Ласкарис, който е наречен в грамотата „нашия дядо“, с което Иван Стефан най-вероятно манифестира своята принадлежност към единното „семейство на владетелите“.
В същото време грамотата се смята за потвърждение на Марин-Дриновата теза, че през това време епоскопът на Албания е резидирал в Круя, а не в Драч. Круя през XIII -XIV век се утвърждава като главен политически и църковен център в Албания, седалище на Круйската епископия, която канонически е била подчинена на Охридската архиепископия. По времето на Иван Стефан епископството, което макар понякога да проявява прокатолически и униатски уклони, следва своя независима линия на поведение и пази православния си характер, доказателство за което е, че оригиналната грамота е изготвена на гръцки език, а не на латински.

## Текст на грамотата
| „                    | I. Понеже достопочтеният епископ на Круя и неговият уважаем клир от същата света църква и знатните люде на същия този град ни известиха за всичките права и привилегии на град Круя, както за тия, които живеят в него, така и за живущите извън него, притежаващи виноделници, земи, имоти, маслинени насаждения, рибници, зимовища, и за всички останали други правдини, които имат и притежават до днешно време, и преди всичко за зимовището, наречено Селмашо, с неговата винарница, за зимния склад Контело, за зимния склад Безо, за зимното поселение Кастрато, за зимовището Палашо, за зимовището Света Еуфомия ведно с неговите околности, за зимовището Зала с неговите околности и извори, за зимовището Фентоплето със землището му, за зимовището Белица с неговите земи, за зимовището Свети Влас със земите му, за зимовището Херено с неговите земи, за зимовището Метро с неговите земи, за зимовището Хострати с неговите земи, за зимовището Коли с неговите земи, за зимовището Ферза със земите му, за зимовището Берва със земите му, за зимовището Монтемагно Кроми със земите му дори до съседния Нобал и Кудин, за зимовището Каламаскути заедно с неговите земи и лозя и маслинени насаждения, за зимовището Церкулес с неговите земи, овощни дървета и неовощните такива, които всички права те притежават от древно време и ги имат като бащино наследство от своите предци и с привилегиите и заветите на [останалия] в добрия спомен император Мануил Комнин, а също и на предшествениците ни и на [останалия] с щастливия спомен Ласкарис – нашия дядо, и на нашия баща и нашите; по същата тази причина поради властта и правото за тази наша привилегия ние отстъпваме и даряваме на всички от споменатия град Круя, както знатни, така и незнатни, да притежават всички тия неща свободно и без всякаква пречка или смут да се наслаждават от тях през всички времена, по какъвто начин това се съдържа в техните привилегии и права. II. И да не бъде позволено нито на префект, нито на капитан, нито на кастелан да изисква от тях нещо било като наказания, било като ангария, било като данък, било като мито, т.е. габела или някакво друго плащане, но изобщо да се запазят и да се смятат свободни и освободени от задължения при всички последващи. III. Освен това ние желаем те да не бъдат длъжници да плащат никаква габела, където и да се намират, било в Драч, било другаде, но да бъдат изобщо свободни и необлагаеми по какъвто и (да е) начин в своите привилегии, както се съдържа и нарежда в настоящата привилегия. IV. По същия начин желаем пред крепостните врати на същия гореспоменат град да не се върши нищо от тия самите люде, било като докарване на дърва или някаква друга ангария, но дори и в тази част те да се смятат свободни и необвързани с каквото и да било мито или каквото и да е друго плащане, ако биха пожелали било да влязат, било да излязат. V. И от властоимеющите лица не трябва да бъдат задържани, но за всяка тяхна вина и съдебен спор да бъдат наказвани [само] след произвеждане на съд и следствие. VI. [И] никой при наличието на тази наша привилегия да не се осмелява да им причини неправда, оскърбление или пречка за всички тези [неща], които настоящата наша привилегия постановява и съдържа, защото за безгрижност и необвързаност, за покровителство им е отстъпена тази наша привилегия и им е дадена през месец юни на XI индикт в годината от сътворението на света седем хиляди осемстотин петдесет и първа. Стефан верен во Христа крал на българите. | “ |
| Цит. по: Печев 2019. | |   |

## Издания
- Thallóczy, Ludwig, von, Jireček, Constantin. Zwei Urkunden aus Nordalbanien. Т. XXI.   Berlin, 1899.
- Печев, Иван. Грамота на цар Иван Стефан от 1343 г. Т. 2.   София, 1975.